# عنبر (برنامج)
برنامج عنبر هو برنامج ترفيهي تعليمي قطري ممتع يبث على الهواء مباشرة على قناة تلفزيون جيم من الأحد إلى الخميس ما عدا يوم الثلاثاء من السادسة إلى السابعة مساء بتوقيت مكة المكرمة على تلفزيون ج، والبرنامج يناقش كل أسبوع مواضيع مختلفة حول التغذية والترفية، يستضيف خبراء في مجال التغذية ويعرض تقارير متنوعة من بلاد العالم المختلفة، كما أنه يستقبل اتصالات الأطفال للمشاركة في المسابقة اليومية، ويقدم البرنامج للفائزين جوائز قيمة، ويقدمه الدمية عنبر ولحوح مع مقدمة البرنامج جيهان ارسانيوس من وقت لآخر و مقدم البرنامج وأشرف العوضي من حين لآخر.

## المعلومات عن البرنامج
تطل الدمية الشهيرة عنبر برفقة مقدّم البرنامج وفريق العمل للتواصل مع المشاهدين حول عدد من المواضيع التي تهمّ جميع أفراد العائلة، ويناقش عنبر موضوعاً رئيسياً ويتناول مسائل جديدة منها الممتع والمفيد في كل حلقة.

## فقرات البرنامج
- فقرة كرتون: في كل بداية يعرض برنامج عنبر حلقات جديدة من أوغي والمشاكسون.
- فقرة الاتصالات أو الألعاب: يتصل فيها الأطفال المشاركون للمشاركة في المسابقة اليومية لربح جائزة قيمة، وفي كل يوم خميس حين يتصل أي مشارك سيدخل اسمه في السحب ويعلن عن اسمه في نهاية البرنامج.
- فقرة الأكل الصحي: يناقش البرنامج في هذه الفقرة كل يوم قضية صحية واتباع طرق صحية وسليمة، وفي كل يوم خميس يجيب الخبير في التغذية على بعض أسئلة المشاهدين.
- فقرة من العالم: وفي هذه الفقرة يعرض البرنامج تقارير عن أجمل مناطق العالم.

## مقدمو البرنامج
- عنبر عنبرينو (مقدم البرنامج الأول (دمية محرك ومؤدي صوت الشخصية هو رشاد زعيتر))
- لحوح لحوحينو (مقدم البرنامج الثاني (دمية محرك ومؤدي صوت الشخصية هو تامر جمعة))
- جيهان أرسانيوس جبر (مقدمة البرنامج)
- أشرف العوضي (مقدم البرنامج)

## وصلات خارجية
- الموقع الرسمي